# Ali Crossdale
Pas d'image ? Cliquez ici

a Compétitions nationales et continentales officielles uniquement.

b Matchs officiels uniquement.
Dernière mise à jour le 16 juin 2025.
Alistair Crossdale, dit Ali Crossdale, né le 9 janvier 1998 à Manchester (Angleterre), est un joueur anglais de rugby à XV qui évolue aux postes de ailier ou d'arrière.

## Biographie

### Carrière en club
Alistair Crossdale naît à Manchester, et est un supporter de l'équipe de football de Manchester United. Il joue dans les équipes de jeunes des Newcastle Falcons et des Sale Sharks.
À l'âge de 18 ans, Crossdale rejoint les Saracens jusqu'en 2020. Il passe ensuite une année à Christchurch en Nouvelle-Zélande.
En 2021, Ali Crossdale fait son retour en Angleterre aux Wasps. Le club fait faillite en octobre 2022, et il rejoint le mois suivant l'USA Perpignan, avec qui il signe un contrat d'une saison plus une en option,. En mars 2023, Crossdale prolonge son contrat de deux saisons avec le club perpignanais. Lors de sa première saison au club, il inscrit trois essais dont deux en Top 14 et un en Challenge Cup. Lors de l'édition 2023-2024 du championnat, il inscrit à nouveau trois essais. Le 7 septembre 2024, il inscrit le premier essai de la saison de Top 14 face à l'Aviron bayonnais.

### Carrière internationale
Ali Crossdale est international anglais dans les catégories des moins de 18 ans et des moins de 20 ans. Il participe notamment aux Championnats du monde des moins de 20 ans en 2017 et 2018.
Crossdale est convoqué pour la première fois en équipe d'Angleterre en octobre 2020. En janvier 2021, il fait partie du groupe élargi de l'Angleterre pour le Tournoi des Six Nations. En 2022, il fait aussi partie du groupe anglais pour la compétition. Il ne dispute toutefois aucune rencontre avec le XV de la Rose lors de ces échéances.

## Palmarès

### En club
- Saracens
  - Vainqueur du Championnat d'Angleterre de 2e division en 2021

### En équipe nationale
- Angleterre -20
  - Finaliste du Championnat du monde junior en 2017 et 2018